# Santos Juliá Díaz
Santos Juliá Díaz (Ferrol, 1940 - Madrid, 23 d'octubre de 2019) fou un historiador gallec. Doctor en ciències polítiques i sociologia per la Universitat Complutense de Madrid i catedràtic del Departament d'Història Social i del Pensament Polític de la UNED, és autor de nombrosos treballs sobre història política i social d'Espanya durant el segle xx, així com d'historiografia.
Algunes de les seves obres són Manuel Azaña. Una biografía política (1990), Los socialistas en la política española (1997), Un siglo de España. Política y sociedad (1999) o Historias de las dos Españas (2004), pel qual va rebre aquell any el Premio Nacional de Historia de España, atorgat pel Ministeri de Cultura. També ha dirigit obres col·lectives com Víctimas de la guerra civil (1999) i La violencia política en la España del siglo XX (2000). També és comentarista de política nacional del diari El País.
El 23 d'octubre de 2015 va rebre el Premi Internacional d'Assaig Caballero Bonald –atorgat per la fundació homònima i dotat amb 20.000 euros– per l'assaig Una historia de España a través de manifiestos y protestas (1896-2013).

## Altres obres
- Un siglo de España: política y sociedad (1999)
- El aprendizaje de la libertad, la cultura de la transición (2000), amb José Carlos Mainer
- Madrid, historia de una capital (2000), amb David Ringrose i Cristina Segura
- Historia económica y social, moderna y contemporánea de España (2002), amb Ana Guerrero Latorre i Sagrario Torres Ballesteros
- Historia de España (2003), amb Julio Valdeón i Joseph Pérez
- Historias de las dos Españas (2004)[5][6]
- El franquismo (2005) (amb Giuliana de Febo)
- Víctimas de la Guerra Civil (2005)
- Vida y tiempo de Manuel Azaña, 1880-1940 (2008)[7][8]
- Hoy no es ayer. Ensayos sobre la España del siglo XX (2010)[9]